# Breedpootspringer
De breedpootspringer (Orchestia mediterranea) is een vlokreeftensoort uit de familie van de strandvlooien (Talitridae). De wetenschappelijke naam van de soort werd in 1853 voor het eerst geldig gepubliceerd door Achille Costa.

## Beschrijving
De breedpootspringer groeit tot een maximale lengte van 19 mm en is roze van kleur. Hij kan worden onderscheiden van de kwelderspringer (O.gammarellus) door de rami (doorns) aan zijn pleopoden (zwempoten), die even lang of langer zijn dan de peduncle (basissegment van de antenne); bij de kwelderspringer is de ramus van de pleopoden veel korter dan de peduncle.

## Verspreiding
De breedpootspringer komt voor in de Middellandse Zee, de Zwarte Zee en de zeeën rond Groot-Brittannië en Ierland. 